# Takada Jaszunori
Takada Jaszunori (Kanagava, 1979. február 22. –) japán korosztályos válogatott labdarúgó.

## Pályafutása

### Válogatottban
A japán U20-as válogatott tagjaként részt vett az 1999-es ifjúsági labdarúgó-világbajnokságon.